# Nuevo Progreso, Francisco León
Nuevo Progreso är en ort i Mexiko.   Den ligger i kommunen Francisco León och delstaten Chiapas, i den sydöstra delen av landet, 700 km öster om huvudstaden Mexico City. Nuevo Progreso ligger 335 meter över havet och antalet invånare är 105.
Terrängen runt Nuevo Progreso är huvudsakligen kuperad, men åt sydost är den bergig. Nuevo Progreso ligger nere i en dal. Runt Nuevo Progreso är det ganska tätbefolkat, med 80 invånare per kvadratkilometer. Närmaste större samhälle är Ixtacomitán, 19,6 km nordost om Nuevo Progreso. I omgivningarna runt Nuevo Progreso växer i huvudsak städsegrön lövskog.